# Ніколоз Тогонідзе
Ніколоз Тогонідзе (груз. ნიკოლოზ ტოგონიძე; нар. 24 квітня 1971) — грузинський футболіст, воротар. Грав за національну збірну Грузії.

## Клубна кар'єра
На початку кар'єри виступав за команду з Руставі, яка носила назви «Металург» і «Горда», у другій лізі СРСР і вищій лізі Грузії. Потім виступав за «Ділу» й «Іверія» (Хашурі). У 1995 році перейшов до батумського «Динамо», в його складі провів п'ять сезонів, ставав срібним та бронзовим призером чемпіонату країни і дворазовим фіналістом Кубка Грузії, був капітаном команди. Визнаний найкращим воротарем чемпіонату Грузії 1997/98 і третім гравцем (після Давида Муджирі і Гели Шекіладзе). З 2000 року грав за кутаїське «Торпедо».
У 2001 року виступав у Першому дивізіоні Росії, в складі «Томі». Дебютував у футболці російського клубу 13 вересня 2001 року в нічийному (0:0) поєдинку 26-го туру проти «Уралана». Ніколоз вийшов на поле на 46-ій хвилині, замінивши Олександра Суровцева. Проте стати основним голкіпером «Томі» не зміг. Загалом зіграв 2 поєдинки (1 пропущений м'яч) у Першому дивізіоні Росії, після чого повернувся на батьківщину. З 2001 по 2002 рік захищав кольори «Торпедо» (Кутаїсі), а з 2002 по 2003 рік — «Динамо» (Батумі). У 2003 році знову виїздить за кордон, цього разу в Україну, де підписує контракт з «Прикарпаттям», яке на той час виступало в першій лізі чемпіонату України. Дебютував у складі івано-франківської команди 9 березня 2003 року в програному (0:2) домашньому поєдинку 22-го туру проти бориспільського «Борисфена». Тогонідзе вийшов у стартовому складі та відіграв увесь матч. Проте як і в російському клубі закріпитися не зміг, і зігравши 2 поєдинки (2 пропущені м'ячі) знову повернувся на батьківщину. Наприкінці кар'єри декілька років значився в складі батумського «Динамо», але на поле не виходив.
Всього у вищій лізі Грузії зіграв близько 220 матчів і забив 4 голи.

## Кар'єра в збірній
Дебютував у футболці національній збірній Грузії 8 травня 1996 року, замінивши на 22-ій хвилині Іраклі Зоідзе. З вересня 1997 року став основним воротарем, але згодом почав конкурувати з Давидом Гварамадзе, й у 1999 році завершив свої виступи в головній команді Грузії. За цей час взяв участь у 11 матчах — трьох матчах відбіркового турніру чемпіонату світу, двох відбіркових матчах чемпіонату Європи і шести товариських поєдинках.

## Тренерська діяльність
По завершенні ігрової кар'єри розпочав тренерську діяльність. З січня 2010 року став тренером воротарів у нижчоліговому німецькому клубі «Інтер» (Венен), а в 2011—2012 роках був граючим тренером клубу.

## Досягнення

### Клубні
- Ліга Еровнулі
  -  Чемпіон (1): 2001
  -  Срібний призер (1): 1998
  -  Бронзовий призер (3): 1992, 1995, 1996

### Особисті
- Майстер спорту СРСР (1989)